# Thurø landskommun
Thurø kommun (danska: Thurø Kommune) var en kommun (landskommun, danska: sognekommune) i dåvarande Svendborgs amt i södra Danmark. Kommunen omfattade ett område kring ön Thurø (Thurø socken), sydöst om staden Svendborg på den närliggande ön Fyn. Tätorten Thurø By utgjorde kommunens centralort.

## Administrativ historik
Thurø landskommun upprättades den 1 januari 1842 i samband med inrättandet av ett allmänt system för landskommunal förvaltning i Danmark.
Den 1 april 1970, som en del av kommunreformen 1970, gick Thurø landskommun, tillsammans med Svendborgs stad och landskommunerna Egense, Skårup, Tved och Tåsinge, upp i den då nybildade Svendborgs kommun. Kommunens hade då 2 197 invånare.

## Socknar
Inom Danska folkkyrkan motsvaras dåvarande Thurø kommun av Thurø socken i Svendborgs prosteri i Fyns stift.